# ブレイズン (駆逐艦・2代)
ブレイズン (HMS Brazen, H80) はイギリス海軍の駆逐艦。B級。

## 艦歴
1929年3月22日、発注。1929年7月22日、起工。1930年7月25日、進水。1931年4月8日、竣工。
就役後地中海艦隊の第4駆逐群に、次いで本国艦隊に所属。1939年8月、第19駆逐群所属となりドーバーに配備。1940年4月、ノルウェーの戦いに参加。1940年4月15日にドイツ潜水艦「U49」を撃沈。1940年5月30日、沈船に接触し損傷。修理後第1駆逐群に編入。1940年7月20日、イギリス海峡でCW7船団護衛中に爆撃を受け被弾沈没。戦死者1名。